# 新上博巳
新上 博巳（しんじょう ひろみ、1970年1月13日 - ）は、日本の俳優、スタントマン、スーツアクター、アクション監督、スタントコーディネーター、脚本家、演出家。鳥取県米子市出身。ACファクトリー所属。身長180cm、血液型はA型。ペンネームは鳥福 志恵（）。

## 人物・略歴
- 米子市立啓成小学校卒、米子市立東山中学校卒、1988年（昭和63年）3月、鳥取県立米子工業高等学校機械科卒業（現在の表記とは違う）。
- 1988年にスタントマンに憧れ倉田アクションクラブに入門。フジテレビ系『とんねるずのみなさんのおかげです』の1コーナー「仮面ノリダー」で敵役の石橋貴明のスタントを担当（当時、182cmの石橋と同じくらい身長が高かったのは新上以外にいなくて、あっけなく決まったという話もある）。実際は180cmを超える身長でありながらアクロバットが得意だったことから選ばれたらしい。
- 1990年、永井豪監督作品『空想科学任侠伝 極道忍者ドス竜』で主演の大槻ケンヂの吹き替えとして本格的にスタントマンデビュー。
- 1991年、ジャッキー・チェン主演『ポリス・ストーリー3』、『レッド・ブロンクス』の監督スタンリー・トンの初監督作品『魔域飛龍』に忍者役のスタントマンとして出演。同年、香港映画『極道追跡』（出演：アンディ・ラウ、チェリー・チェン、石田純一、岸田今日子、倉田保昭）にスタントマンとして参加。石田純一のスタントを担当した。
- 1995年にJAC（現・ジャパンアクションエンタープライズ）出身者や倉田アクションクラブ出身者たちと劇団ACファクトリーを旗揚げ。当時ではめずらしいアクションコメディ作品を上演していた。
- 1996年、『ウルトラマンティガ』に出演。
- 2003年には、「超星神シリーズ」の主役スーツアクターを担当、2006年6月に終了したシリーズ最終作『超星艦隊セイザーX』まで演じる。また劇団での上演作品では脚本も手がけている。
- 趣味は、電気屋めぐり。

## 出演

### ドラマ
- ウルトラマンティガ（1996年 - 1997年）バーチャル・ムザン星人、バーチャル・レイビーク星人、ウルトラマンティガ（代役） 役
- 超星神グランセイザー（2003年 - 2004年）セイザータリアス、セイザーレムルズ（代役）[3]、ボスキート[4]、ロギア（23話）[5] 役
- 幻星神ジャスティライザー（2004年 - 2005年）ライザーグレン / ライザーシロガネ、ムッシュグレンベーカリー店主[6] 役
- 超星艦隊セイザーX（2005年 - 2006年）ライオセイザー、ムッシュライオベーカリー店主[7] 役
- ライオン丸G（2006年）ライオン丸 役
- ULTRASEVEN X（2007年）ULTRASEVEN X[8] 役
- 風魔の小次郎（2007年）アクションコーディネーター
- 獣拳戦隊ゲキレンジャー（2007年 - 2008年）
- 精霊少女隊（2008年）アクション監督
- ここはグリーン・ウッド 〜青春男子寮日誌〜（2008年）アクションコーディネーター、出演
- 東京ゴーストトリップ（2008年）アクションコーディネーター、出演
- RHプラス（2008年）アクションコーディネーター、出演
- トミカヒーロー レスキューファイアー（2009年 - 2010年）
- 俺たちは天使だ！ NO ANGEL NO LUCK（2009年）アクション監督、脚本、出演
- クロヒョウ 龍が如く新章（2010年）アクションコーディネーター
- 海賊戦隊ゴーカイジャー（2011年）
- 霧に棲む悪魔（2011年）アクションコーディネーター
- 戦国鍋TV〜なんとなく歴史が学べる映像〜（2012年）アクションコーディネーター
- 白衣のなみだ（2013年）アクションコーディネーター
- ハニー・トラップ（2013年）スタントコーディネーター
- 幸色のワンルーム（2018年）スタントコーディネーター
- 殺意の道程（2020年）スタントコーディネーター
- がんばれ！TEAM NACS（2021年）スタント・アクションコーディネーター

### 映画
- 劇場版 超星艦隊セイザーX 戦え!星の戦士たち（2005年）ライオセイザー[9] 役
- APPLESEED EX MACHINA -エクスマキナ-（2006年）ブリアレオス（モーションアクター） 役
- ネガティブハッピー・チェーンソーエッヂ（2008年）チェンソー男 役
- APPLESEED XIII（2011年）ブリアレオス（モーションアクター） 役
- リアル鬼ごっこ345（2012年）スタントコーディネーター
- バカリズム THE MOVE（2012年）アクションコーディネーター
- ベルセルク黄金時代篇I覇王の卵（2012年）ガッツ（モーションアクター） 役、アクション監督
- ベルセルク黄金時代篇II ドルドレイ攻略（2012年）ガッツ（モーションアクター） 役、アクション監督
- ベルセルク黄金時代篇III 降臨（2013年）ガッツ（モーションアクター） 役、アクション監督
- ガッチャマン（2013年）ギルマン 役
- ウルヴァリン:SAMURAI（2013年）パチンコガンマン 役
- 奥様は、取り扱い注意（2021年）
- 殺意の道程（2021年）スタントコーディネーター

### モーションキャプチャー
- DEAD OR ALIVE 5
- TO（トゥー）
- メタルギアソリッド4（オールドスネーク）
- 戦場のヴァルキュリア（アクションコーディネーター）
- 北斗の拳 英雄伝  ~お台場の章~（ラオウ）
- ヴァルキリープロファイル2シルメリア
- スターオーシャン 3
- お姉チャンバラ（アクションコーディネーター）
- ファイナルファンタジー・クリスタルクロニクル リング・オブ・フェイト
- ドラッグオンドラグーン（アクションコーディネーター）
- バイオハザード・ガンサバイバー（アクションコーディネーター）
- 鬼武者2
- シェンムー（芭月涼）
- シェンムー 2（芭月涼）

### CM
- カーコンビニ倶楽部（2009年）
- ジョージア エメマンバトル（2011年）スタントコーディネーター

### PV
- 水樹奈々×T.M.Revolution 革命デュアリズム（2013年）アクションコーディネーター
- 関ジャニ∞ ビースト（2013年）アクションコーディネーター

### 書籍
- 超星神シリーズコンプリーション（2021年）

### 舞台
1995年旗揚げからACファクトリーに参加。（脚本、演出、アクションコーディネーター、出演）
- 俺たちは天使だ! NO ANGEL NO LUCK~地球滅亡30分前!（2009年）アクションコーディネーター
- 新春戦国鍋祭り〜あんまり近すぎると斬られちゃう〜（2010年）アクションコーディネーター
- 劇団SET研究生卒業公演 TIME（2012年）アクロバット指導
- 山田邦子芸能生活40周年記念公演 水木英昭プロデュース『山田邦子の門』（2019年）アクションコーディネーター（殺陣）[10]
- 山田邦子還暦記念 紀伊國屋書店提携公演 水木英昭プロデュース『山田邦子の門2020～クニリンピック～』（2020年）アクションコーディネーター（殺陣）[11]